# 9165 Raup
Raup (asteróide 9165) é um asteróide da cintura principal, a 1,7929361 UA. Possui uma excentricidade de 0,0972643 e um período orbital de 1 022,33 dias (2,8 anos).
Raup tem uma velocidade orbital média de 21,13443483 km/s e uma inclinação de 24,59634º.
Este asteróide foi descoberto em 27 de Setembro de 1987 por Carolyn Shoemaker, Eugene Shoemaker.